# 马来西亚种族
马来西亚是一个多种族国家。在马来西亚生活的三大主要种族，即马来人、华人和印度人已经在这片土地上定居了五个世纪。不仅如此，马来西亚还是约80个民族的家园，尤其是东马，其中包括峇峇娘惹、卡达山杜顺和伊班。

## 各族

### 马来人
马来人的传统服装有马来装、可峇雅、古笼装、纱笼布和宋谷。每逢过年过节，马来人都会穿上它们。除此之外，马来人的食物有叻沙、蓝花椰丝糕、余甘子、千层糕、椰浆饭等等。 不仅如此，马来人独特的游戏有冲格 、陀螺、马来风筝等。一般在马来人的各种场合都能看到他们用磅邦 、 锣 、 里巴納鼓 、 短颈琵琶演奏各种音乐。马来人一般也会过节。开斋节是全穆斯林庆祝斋月结束的节日，在伊斯兰历闪瓦鲁月的第一天（10月1日）。开斋节这天，穆斯林一般很早起床，早祈祷后就可以吃一些东西，象征斋月结束。然后到清真寺去聆听教长吟诵古兰经，再集体朝著麦加的方向依礼敬拜。这一天穆斯林还会拜访亲友，互相拥抱问候，恢复朋友和亲友之间的联系。穆斯林在这一天都穿节日衣服，喜气洋洋。开斋节不仅是斋月的结束，而且是感谢阿拉（真主）使他们信仰更加坚定。是和平欢乐的节日。 从有伊斯兰历就有开斋节，第一次开斋节是先知穆罕默德和他的家人朋友亲自庆祝的。开斋节对穆斯林的重要性相当于华人的农历新年节日。哈芝节是为了纪念先知易卜拉欣（基督教翻译为亚伯拉罕）忠实执行真主阿拉的命令，打算献祭自己的儿子易司马仪（基督教翻译成以实玛利），在安拉的宽免下，又用羊羔代替的这一事件。马来人的舞蹈主要有剑舞、盘舞和蜡烛舞。 

在马来西亚，马来人一般都只信仰伊斯兰教。根据“马来西亚宪法”第160条，马来人在出生时就会自动成为穆斯林。伊斯兰教在马来人文化中占据著主导的地位和核心地位，在人们生活的各个领域都很普遍。穆斯林妇女通常穿戴著伊斯兰头巾（tudung hijab），但不会因为没穿戴头巾而受到惩罚。有一些机构强制穆斯林妇女穿著头巾，如国际伊斯兰大学。马来人一般都以马来语交流，马来西亚的官方语言称为马来西亚语，一种标准化的马来语。

### 华人

#### 历史
马来西亚华人，亦称大马华人、马华，是马来西亚三大民族之一，占马来西亚公民的22.6%。现今主要分布于吉隆坡(首都）、乔治市(檳城州）、大山脚(檳城州）、怡保（霹雳州）、芙蓉（森美兰）、新山（柔佛州）、古晉（砂拉越州）和亞庇（沙巴州）等各大城市。。
华人移民到马来西亚的历史最早可追溯至汉代，此后的唐、宋时期中国与马来群岛也已有频密的商业与文化交流，直至元代，更是有了中国人在此地定居的明确记录。明朝时的郑和下西洋的船队也多次在马六甲停留，不少中国人便留下来与当地妇女通婚，于当地定居繁衍。当这些通婚华人的后裔由于海禁、交通不便等因素而和中国关系遥远，甚至渐渐断绝与中国的关系，与本地文化融合，自此便形成一支新民族，即峇峇娘惹。
而华人大规模移居马来群岛则是始于第二次鸦片战争，彼时清朝战败，不得已签下《北京条约》，开了允许中国人到海外工作的先河。当时的英国正急需大量劳动力开发马来半岛这块殖民地，再加上蒸汽船的发明、清末的饥荒与人祸，便使大量中国人南下东南亚，尤其是到马来半岛处谋生。
这些南来的华人一般通过两种方式抵达马来亚，一是以契约劳工制前来者，一是以血缘宗亲网络前来者。前者多是被以欺骗、误导而签下契约，甚至被绑架而来到马来亚，其待遇也极差，因此被称为“卖猪仔”。他们往往是乘搭汽船来到马来亚，船上因为乘客众多而无比拥挤，甚至仅有立足之地，且环境污秽。到了目的地后，不仅契约条件大多不被执行，而且还会被以极度剥削方式强迫工作。他们一般担任危险、辛苦的矿工、胶工等。后者则多是因为与已在当地的华人亲戚有关系而来到马来亚，一般担任店员、橡胶园管事等工作。这些人就成为如今大多数马来西亚华人的祖先。
在东马一带，还有许多华人是以乡、族为单位的大规模迁移。这是源于1913年英属北婆罗州政府与中华民国政府签订之《英属北婆罗州招殖华民条款》。在这份条约下，一些中国北方人也迁移到了马来西亚，其中最出名的是“天津村”。
直到二战后的冷战时期，当时资本主义集团与社会主义阵营的意识形态的斗争与冲突极其紧张，恰逢马来亚共产党发起武装斗争，于是英殖民政府便收紧移民条例，使华人来马的移民潮逐渐减少直至停止。此后，华人参与了马来亚独立运动，与其他种族携手建立了马来西亚，并在此地繁衍开来。
马来西亚于1969年五一三事件后，独尊土著（马来人）的新经济政策大行其道，对华人及其他种族造成了不平等的待遇，让不少华人掀起再移民的风潮，大量华人人才移民往海外，数量据估达上百万人。他们大多迁往新加坡、澳洲、纽西兰、英国、加拿大等国。

### 引用
1. ↑  . 马来西亚东方日报 Oriental Daily News. 2023-08-01  [2024-04-18]. （原始内容存档于2024-04-18）.
2. ↑  . 马来西亚星洲日报 Sin Chew Daily Malaysia. 2023-07-31.
3. ↑   (PDF).   [2011-10-04]. （原始内容 (PDF)存档于2013-11-13）.
4. ↑  許雲樵《南洋史》165頁
5. ↑  朱傑勤著 《東南亞華僑史》 第四節  《元明時代中國人在東南亞各國的活動》 中華書局 15頁
6. ↑  文平强《马来西亚华人人口比例下降:事 实 与 响 应》
7. ↑  康晓丽《战后马来西亚华人再移民:数量估算与原因分析》 
 载于《华侨华人历史研究》2012年9月第三期 37页
8. ↑  . 马来西亚东方日报 Oriental Daily News. 2023-07-22  [2024-04-18]. （原始内容存档于2024-04-18）.
9. ↑  康晓丽《战后马来西亚华人再移民:数量估算与原因分析》 
 载于《华侨华人历史研究》2012年9月第三期 38-39页